# Promeces aureolimbus
Promeces aureolimbus là một loài bọ cánh cứng trong họ Cerambycidae.